# Letonski jezik
Letonski jezik ili latvijski jezik, (ISO 639-3: lav; letonski jezik, latv. latviešu valoda), je službeni jezik Republike Latvije i jedan od službenih jezika Europske unije. Materinskim je jezikom Letoncima.
Letonski jezik pripada istočno-baltičkoj podgrupi baltičkih jezika u indoeuropskoj jezičnoj skupini. Letonski jezik i litavski su veći živi baltički jezici, dok govornika pruskoga jezika danas ima vrlo malo.

## Rasprostranjenost
Postoji 1,5 milijuna ljudi koji govore letonski jezik u Letoniji i oko 150.000 u inozemstvu. Zbog velike imigracije u vrijeme SSSR-a, danas je letonski jezik materinski jezik samo oko 60 % stanovništva Letonije.

## Povijest
Baltički jezici su od izuzetnoga značaja za jezikoslovlje jer su zadržali mnoge vrlo stare osobine, za koje se vjeruje da su postojale u ranim fazama proto-indoeuropskog jezika.
Letonski (latvijski) se kao poseban jezik pojavio u 16. stoljeću. Najstariji pisani tekstovi na letonskom su prijevod crkvenih himni, koje je 1530. napisao Nicholas Ramm, njemački pastor u Rigi.
Najbliži rođaci baltičkim jezicima su slavenski jezici.
Postoje 3 dijalekta u latvijskom: livonijski, latgalijanski i srednji dijalekt. Srednji dijalekt je osnova književnog jezika.

## Osobine

### Pismo
Raniji alfabet latvijskog bio je ekvivalentan njemačkom. Danas se alfabet sastoji od 33 slova i gotovo potpuno je fonetski (po pravilu: čitaj kako je napisano), tj. grafemi odgovaraju morfemima.
33 slova latvijske (letonske) abecede:
| A a | E e | I i | Ļ ļ | R r | V v |
| Ā ā | Ē ē | Ī ī | M m | S s | Z z |
| B b | F f | J j | N n | Š š | Ž ž |
| C c | G g | K k | Ņ ņ | T t |     |
| Č č | Ģ ģ | Ķ ķ | O o | U u |     |
| D d | H h | L l | P p | Ū ū |     |

### Gramatika
Sintaksa latvijskoga (letonskoga) jezika se razvila pod njemačkim utjecajem.
Postoje dva gramatička roda i sedam padeža: nominativ, genitiv, dativ, akuzativ, instrumental, lokativ, i vokativ (kao i u hrvatskom jeziku).

### Rječnik
Neke latvijske (letonske) riječi:
- zeme "zemlja"
- debess "nebo"
- ūdens "voda"
- uguns "vatra" (usp. "oganj")
- vīrietis "muškarac"
- sieviete "žena"
- ēst "jesti"
- dzert "piti"
- liels "veliko"
- mazs "malo"
- nakts "noć"
- diena "dan"

Neki brojevi:
- viens "1"
- divi "2"
- trīs "3"
- četri "4"
- pieci "5"
- seši "6"
- septiņi "7"
- astoņi "8"
- deviņi "9"
- desmit "10"
- vienpadsmit "11"
- divpadsmit "12"
- divdesmit "20"
- simts "100"

## Vanjske poveznice
- Ethnologue (14th)
- Ethnologue (15th)
- Letonika
- englesko-latvijsko-engleski rječnik  Arhivirana inačica izvorne stranice od 10. travnja 2006. (Wayback Machine)
- rusko-latvijsko-ruski rječnik
- Primjeri latvijskih riječi i izraza (sa zvukom)